# Comarapa
Comarapa ist eine Kleinstadt im Departamento Santa Cruz im südamerikanischen Anden-Staat Bolivien.

## Lage im Nahraum
Comarapa ist zentraler Ort des Municipios Comarapa und Verwaltungshauptstadt der Provinz Manuel María Caballero. Sie liegt auf einer Höhe von 1825 m am linken Ufer des Río Comarapa.

## Geschichte
Comarapa wurde am 11. Juni 1615 unter dem Namen "Ciudad de Santa Maria de la Guardia y Mendoza" auf Anordnung des Vizekönigs von Peru gegründet. Die neue Siedlung gründete sich auf einer alten Inka-Festung, deren Überreste noch heute zu finden sind.

## Geographie
Comarapa liegt am südöstlichen Rand des Gebirgszuges der Cordillera Oriental, der den Übergang vom bolivianischen Tiefland zu den Hochgebirgsketten der Anden bildet. Das Klima ist mild-gemäßigt und ein typisches Tageszeitenklima, bei dem die mittleren Temperaturunterschiede zwischen Tag und Nacht deutlicher ausgeprägt sind als zwischen den Jahreszeiten.
Die Jahresdurchschnittstemperatur beträgt 20 °C und schwankt nur unwesentlich zwischen 17 °C im Juli und knapp 22 °C im November und Dezember (siehe Klimadiagramm Comarapa). Der Jahresniederschlag von 640 mm weist eine für die Landwirtschaft ausreichende Menge auf und erreicht in den Sommermonaten von Dezember bis Februar Monatswerte zwischen 100 und 125 mm; die Trockenzeit mit Werten deutlich unter 40 mm von April bis Oktober ist jedoch verhältnismäßig lang.

## Verkehrsnetz
Comarapa liegt etwa auf halbem Wege zwischen den Departamento-Hauptstädten Santa Cruz und Cochabamba.
Von Santa Cruz aus führt die asphaltierte Nationalstraße Ruta 9 über vierzehn Kilometer in südwestlicher Richtung bis zum Abzweig der Ruta 7. Die Ruta 7 führt 227 Kilometer über die Städte La Angostura und Samaipata nach Comarapa. Von dort aus führt die Ruta 7 weitere 260 Kilometer in nordwestlicher Richtung über Pojo und Epizana direkt nach Cochabamba, der Hauptstadt des Departamento Cochabamba.

## Bevölkerung
Die Einwohnerzahl des Ortes ist in den vergangenen beiden Jahrzehnten auf etwa das Doppelte angestiegen:
| Jahr | Einwohner | Quelle       |
| ---- | --------- | ------------ |
| 1969 | ca. 1100  | Schätzung    |
| 1992 | 3221      | Volkszählung |
| 2001 | 4092      | Volkszählung |
| 2012 | 5315      | Volkszählung |
| 2024 |           | Volkszählung |

## Söhne und Töchter
- Juan Gómez (* 1962), römisch-katholischer Geistlicher, Weihbischof in Santa Cruz de la Sierra